# Oswald Redlich

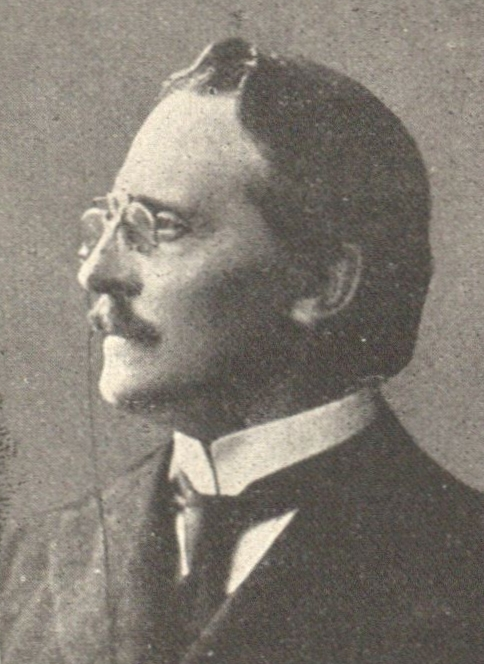
Oswald Redlich um 1918

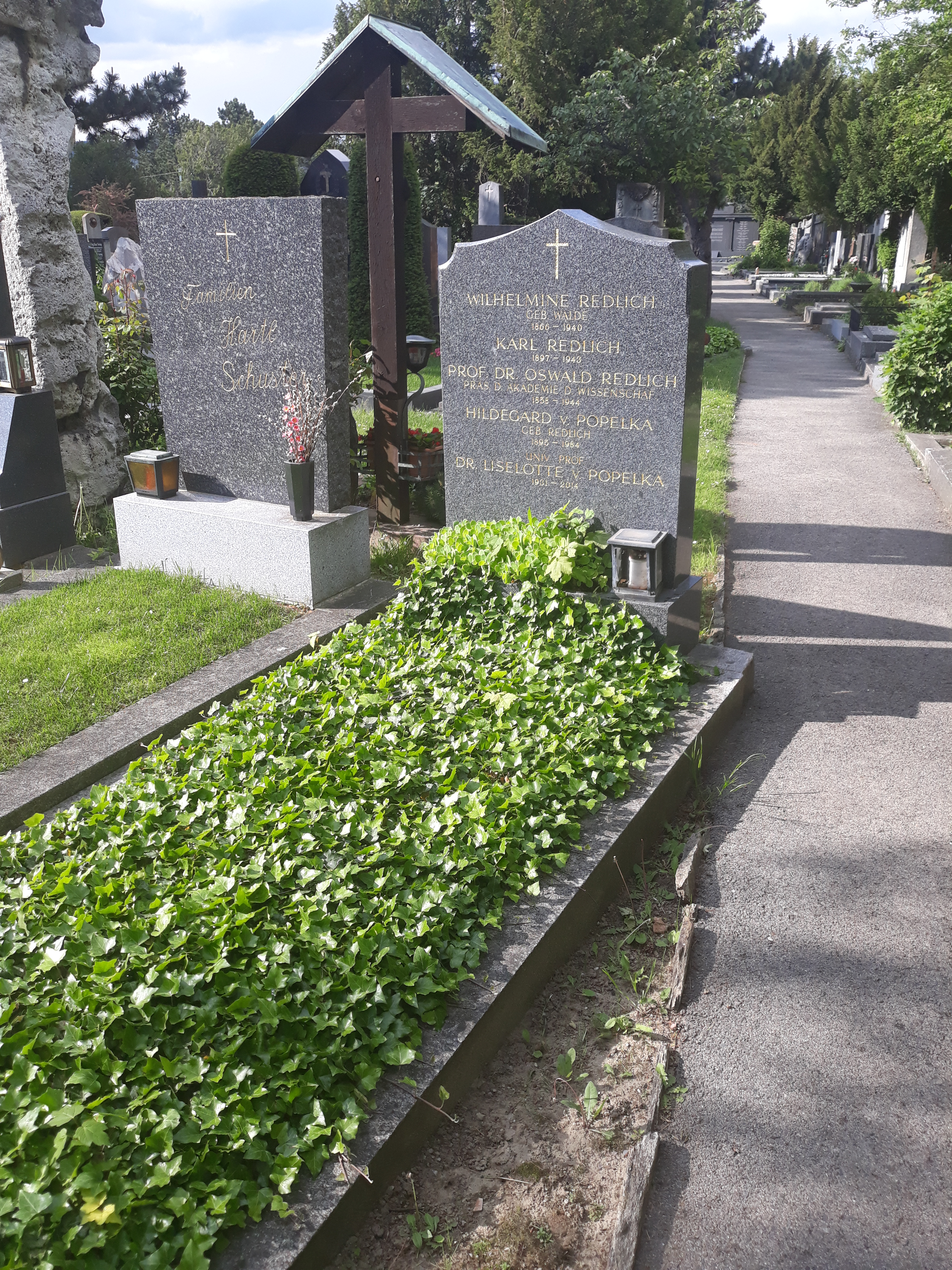
Das Grab von Oswald Redlich und seiner Ehefrau Wilhelmine geborene Walde im Familiengrab auf dem Döblinger Friedhof in Wien

Oswald Redlich (* 17. September 1858 in Innsbruck; † 20. Jänner 1944 in Wien) war ein österreichischer Historiker und Archivar.

## Leben
Oswald Redlich wurde als Sohn eines aus Franken eingewanderten Malers geboren, seine Mutter war eine Tiroler Bauerntochter. Er studierte Geschichte und Geographie in Innsbruck und am Institut für Österreichische Geschichtsforschung in Wien. Dort legte er 1881 die Abschlussprüfung ab und wurde anschließend an der Universität Innsbruck promoviert. Zu seinen Hochschullehrern zählten Julius Ficker und Theodor von Sickel. 1881 bis 1892 arbeitete Redlich als Archivar in Innsbruck, wo er sich 1887 habilitierte.
1893 kehrte er an das Institut für Österreichische Geschichtsforschung in Wien zurück, wo er zunächst als außerordentlicher und ab 1897 als ordentlicher Professor bis zu seiner Emeritierung 1934 tätig war. 1911/12 war Redlich Rektor der Wiener Universität. 1899 wurde er korrespondierendes, 1900 wirkliches Mitglied der Österreichischen Akademie der Wissenschaften, die er ab 1915 als Vizepräsident und von 1919 bis 1938 als Präsident leitete. Die Bayerische Akademie der Wissenschaften ernannte ihn 1909 zum korrespondierenden Mitglied. 1920 wurde er zum auswärtigen Mitglied der Göttinger Akademie der Wissenschaften gewählt. Seit 1927 war er auch korrespondierendes Mitglied der Preußischen Akademie der Wissenschaften. 1926 bis 1929 war er zudem Vorstand des Instituts für Österreichische Geschichtsforschung und von 1918 bis 1942 Obmann der Historischen Kommission. In der Zeit des Austrofaschismus war Redlich Mitglied des Staatsrates. Von 1903 bis 1904 war er Vorsitzender des deutschen Historikerverbandes.

## Werk

Lehrkörper des Institut für Österreichische Geschichtsforschung 1892: von links: Engelbert Mühlbacher, Heinrich von Zeißberg, Franz Wickhoff, Oswald Redlich

Redlich machte sich zunächst vor allem als Urkundenforscher und -herausgeber einen Namen, unter anderem edierte er das Traditionsbuch der bischöflichen Kirche Brixen sowie die Urkunden Rudolfs von Habsburg für die Monumenta Germaniae Historica. Zudem verfasste er eine zweibändige Urkundenlehre. Mit Emil von Ottenthal gab er in der Zeit von 1888 bis 1912 etwa 8000 Urkundenregesten in den vierbändigen Archivberichten aus Tirol heraus, die als regionalgeschichtliche Pionierarbeit gelten. Auf Grund seiner 1903 erstveröffentlichten Monographie über Rudolf von Habsburg (R. v. H. Das Deutsche Reich nach dem Untergange des alten Kaisertums) wurde Redlich als der führende österreichische Historiker seiner Zeit angesehen. Er verband hierin Fragestellungen der sogenannten „klassischen“ Politikgeschichte mit denen der Verfassungs-, Rechts- und Kulturgeschichte. Später war er vor allem um die Verbindung von historischen, geographischen und kartographischen Methoden und Betrachtungsweisen bemüht. Mit Redlich eng verbunden ist die Ausrichtung des Instituts für Österreichische Geschichtsforschung hin zur Historischen Landeskunde als neuer Disziplin. Diese sollte Landesgeschichte und Ortsgeschichte mit Siedlungskunde verbinden.

## Bedeutung
Als Ausschussmitglied des Vereins für Landeskunde (seit 1895) war Redlich einer der Mitbegründer des 1902 gegründeten und 1911 eröffneten Niederösterreichischen Landesmuseums. Ab 1902 war er Mitglied der Kommission zur Herausgabe eines historischen Atlasses der österreichischen Alpenländer. Ab 1904 war er auch Mitglied der Zentralkommission der Monumenta Germaniae Historica. Nach dem Ersten Weltkrieg leitete er bis zum Abschluss 1924 die Verhandlungen Österreichs mit den Nachfolgestaaten der Monarchie zwecks Ausfolgung von Archivalien. Redlich war maßgeblich um den Auf- und Ausbau der Ausbildung von Historikern und Archivaren in Österreich bemüht.
Zu Redlichs Schülern zählte der später bekannt gewordene Schriftsteller Heimito von Doderer (1896–1966). Redlichs Sohn wurde Benediktinermönch in der Abtei Seckau und ebenfalls Historiker: Pater Virgil Redlich (1890–1970) war Professor an der Universität Salzburg.

## Ehrungen
- 1928 Bronzemedaille, 71 mm, auf seinen 70. Geburtstag, gewidmet von seinen Schülern und Freunden.[7]
- 1929 wurde ihm das große goldene Ehrenzeichen für Verdienste um die Republik Österreich verliehen.[8]
- Als Reminiszenz an Redlichs Verdienste wurde 1954 die Oswald-Redlich-Straße in Wien-Floridsdorf (21. Bezirk) nach dem Bürger der Stadt Wien benannt. Auch die Oswald-Redlich-Straße im Innsbrucker Stadtteil Reichenau trägt seinen Namen.[9] Sein ehrenhalber gewidmetes Grab befindet sich auf dem Döblinger Friedhof (Gruppe 42, Reihe 4, Nr. 11). 1958 gab die Österreichische Postverwaltung aus Anlass seines 100. Geburtstages eine Sondermarke heraus (Michel-Nr. 1056).[10]

## Werke (Auswahl)
- Zur Geschichte der Bischöfe von Brixen vom 10. bis in das 12. Jahrhundert (907–1125). In: Tiroler Landesmuseum Ferdinandeum (Hrsg.): Zeitschrift des Ferdinandeums für Tirol und Vorarlberg. Band III/28, Innsbruck 1884, S. 1–52 (zobodat.at [PDF]).
- als Herausgeber: Die Traditionsbücher des Hochstifts Brixen (= Acta Tirolensia, Band 1). Wagner, Innsbruck 1886 (Digitalisat).
- Rudolf von Habsburg. Das Deutsche Reich nach dem Untergang des alten Kaisertums. Wagnerische Universitäts-Druckerei, Innsbruck 1903 (Digitalisat im Internet Archive).
- Die Privaturkunden des Mittelalters. Oldenbourg, München 1911.
- Gesammelte Schriften. Zürich/Leipzig/Wien 1928.